# 姚定国
姚定国（?—?），五胡十六国时期北凉大臣。
姚定国在凉王沮渠牧犍属下任左丞相。439年八月，沮渠牧犍听说北魏大军前来，大惊。姚定国献计，不出城迎接北魏大军，却柔然汗国请求救兵。沮渠牧犍派他的弟弟征南大将军沮渠董来统兵一万，在城南迎战北魏军，凉军崩溃。九月，沮渠牧犍的侄儿沮渠万年率部投降北魏。姑臧城被魏军攻陷，沮渠牧犍双手反绑，亲自请降。